# 과몰입 인생사
과몰입 인생사는 SBS에서 목요일 밤 9시부터 10시 20분까지 방영중인 예능프로그램이다.

## 기획 의도
우리는 늘 선택의 기로에 놓입니다 어떤 선택은 인생을 넘어 역사를 바꿔놓기도 하죠 오늘 당신은 누군가의 인생을 살아봅니다 당신이라면... 어떤 선택을 하겠습니까? 세상을 뒤흔들 선택형 역사 토크쇼

## 방송 시간
| 방송 채널 | 방송 기간                          | 방송 시간                     | 비고      |
| --------- | ---------------------------------- | ----------------------------- | --------- |
| SBS TV    | 2023년 12월 28일 ~ 2024년 2월 15일 | 매주 목요일 오후 9:00 ~ 10:20 | 통합 편성 |
| SBS TV    | 2024년 7월 11일 ~ 2024년 10월 10일 | 매주 목요일 오후 9:00 ~ 10:20 | 통합 편성 |

## 제작진
- 연출 : 손정민, 정재원, 김규리, 홍지희, 강진선 임신영,박기영, 왕성우, 정예원, 한영일, 이준영, 이지원, 하다은, 김슬기, 이가현
- 작가 : 조혜정, 양서현, 박유리, 김지영, 최윤화, 이다솜, 김현교, 이윤지, 윤지인, 홍세화

## 게스트 (시즌1)
- 1화 : 이재윤
- 2화 : 송해나, 김풍
- 3화 : 송해나, 빠니보틀
- 4화 : 원슈타인
- 5화 : 김호영
- 6화 : 이장원
- 7화 : 브라이언
- 8화 : 김남희

## 게스트 (시즌2)
- 3화 : 송해나
- 7화 : 피터빈트
- 9화 : 강한나

## 시청률

### 2023년
최저 시청률과 최고 시청률은 시청률 조사회사와 지역별로 시청률에 차이가 있을 수 있습니다.
| 회차 | 방송일    | 시청률          |
| 회차 | 방송일    | 대한민국 (전국) |
| ---- | --------- | --------------- |
| P1   | 8월 31일  | 1.8%            |
| P2   | 9월 5일   | 2.3%            |
| 1    | 12월 28일 | 2.3%            |

### 2024년 시즌1
최저 시청률과 최고 시청률은 시청률 조사회사와 지역별로 시청률에 차이가 있을 수 있습니다.
| 회차 | 방송일   | 시청률          |
| 회차 | 방송일   | 대한민국 (전국) |
| ---- | -------- | --------------- |
| 2    | 1월 4일  | 1.7%            |
| 3    | 1월 11일 | 2.8%            |
| 4    | 1월 18일 | 2.2%            |
| 5    | 1월 25일 | 2.5%            |
| 6    | 2월 1일  | 1.7%            |
| 7    | 2월 8일  | 1.8%            |
| 8    | 2월 15일 | 1.7%            |

### 2024년 시즌2
최저 시청률과 최고 시청률은 시청률 조사회사와 지역별로 시청률에 차이가 있을 수 있습니다.
| 회차 | 방송일    | 시청률          |
| 회차 | 방송일    | 대한민국 (전국) |
| ---- | --------- | --------------- |
| 1    | 7월 11일  | 2.1%            |
| 2    | 7월 18일  | 2.9%            |
| 3    | 7월 25일  | 3.8%            |
| 4    | 8월 15일  | 3.6%            |
| 5    | 8월 22일  | 3.1%            |
| 6    | 8월 29일  | 2.8%            |
| 7    | 9월 12일  | 2.7%            |
| 8    | 9월 19일  | 2.7%            |
| 9    | 9월 26일  | 2.5%            |
| 10   | 10월 10일 | 2.6%            |

## 결방 및 편성 변경 안내
2024년
- 8월 1일 ~ 8월 8일 : 《2024 파리 올림픽》 중계방송으로 인한 결방.
- 9월 5일 : 2026 북중미 월드컵 대한민국 VS 팔레스타인 중계방송으로 인한 결방
- 10월 3일 : 개천절 연휴 및 물려줄 결심 편성으로 인한 결방